# Renincarnated
Renincarnated é o quarto álbum de estúdio do rapper estadunidense MC Ren. Foi lançado em 2009, contendo 10 faixas.

## Lista de faixas
1. Renincarnated
2. Knock 'Em Out the Box
3. Showtime
4. Down for Whatever
5. West Coastin
6. Villianist Tales
7. Shootin' the Shit a Lil' Bit
8. Black Star Line
9. Return of the Villain
10. V-Funk